# Bibb County, Alabama
Bibb County är ett county i den amerikanska delstaten Alabama. 2012 uppskattades countyt ha 22 597 invånare. Den administrativa huvudorten (county seat) är Centreville.

## Geografi
2013 hade countyt en total area på 1 621,77 km². 1 612,48 km² av arean var land och 9,29 km² var vatten.

### Angränsande countyn
- Jefferson County, Alabama - nord
- Shelby County, Alabama - nordöst
- Chilton County, Alabama - sydöst
- Perry County, Alabama - sydväst
- Hale County, Alabama - sydväst
- Tuscaloosa County, Alabama - nordväst